# ケイズビル (ユタ州)
ケイズビル（Kaysville）は、アメリカ合衆国ユタ州のデービス郡にある都市。人口は3万2945人（2020年）。ソルトレイクシティの北35キロメートルに位置している。

## 歴史
ケイズビルの歴史は古く、1847年にモルモン開拓者によって設立された。地名はモルモン教の監督者ウィリアム・ケイ（William Kay）に由来している。1868年にはデービス郡内で最初の法人化した自治体となった。 

## 地理
西にグレートソルト湖、東にワサッチ山脈を望む。南には郡庁所在地ファーミントンがある。